# Выброс нефти из танкера «Престиж»
Выброс нефти из танкера «Престиж» — авария танкера «Престиж» произошедшая 13 ноября 2002 года у берегов Галисии.
30 октября 2002 года танкер отплыл с внешнего рейда порта Санкт-Петербург в направлении Вентспилс-Гибралтар-Сингапур. В его трюмах находилось около 77 000 тонн высокосернистого мазута российского происхождения. По данным разных источников танкер дозаправлялся российским мазутом в порту Вентспилс.

## Катастрофа
Проходя Бискайский залив 13 ноября 2002, судно попало в сильный шторм возле берегов Галисии, в результате чего в корпусе образовалась трещина длиной 35 метров, после чего танкер начал давать утечку около 1000 тонн мазута в сутки. Испанские береговые власти отказали судну зайти в ближайшие к месту аварии порты. Была предпринята попытка отбуксировать судно в ближайшие порты Португалии, однако Португалия запретила вход аварийного танкера в свои воды. Аварийное судно было отбуксировано в море.
19 ноября 2002 года корабль раскололся на две части и затонул в 210 км от берегов Галисии. Останки корабля легли на грунт на глубине ок. 3700 м. В результате в море вылилось более 20 миллионов галлонов (90 тыс. кубометров) нефти. Нефтяное пятно растянулось на тысячи километров возле береговой линии, тем самым нанеся огромный урон всей морской и береговой фауне, а также местной рыбной промышленности. Разлив нефти стал самым масштабным экологическим бедствием за всю историю Испании и Западной Европы. Последствия катастрофы считаются более тяжёлыми, нежели в аналогичной катастрофе танкера «Эксон Валдез».

## Очистка

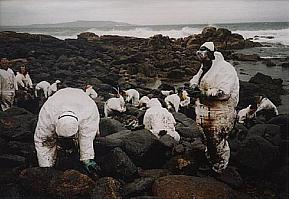
Волонтёры убирают побережье после катастрофы

В последующие месяцы тысячи добровольцев присоединились к государственной компании TRAGSA (фирма, выбранная региональным правительством для проведения работ по очистке), чтобы помочь очистить пострадавшее побережье. Масштабная кампания по очистке увенчалась успехом, восстановив большую часть береговой линии не только от последствий разлива нефти, но и от накопленного «обычного» загрязнения. Галисийские активисты основали экологическое движение Nunca Máis (Галичанин никогда больше), чтобы осудить пассивность консервативного правительства в отношении катастрофы. Через год после разлива Галиция получила больше Голубых флагов за свои пляжи (награда для пляжей с самыми высокими стандартами в мире), чем в предыдущие годы.
В 2004 году дистанционно управляемые аппараты (ТНПА), подобные тем, которые первоначально исследовали обломки Титаника, просверлили небольшие отверстия в корпусе и удалили оставшиеся 13 000 м3 грузовой нефти из обломков на глубине 4000 метров. ТНПА также заделали трещины в корпусе танкера и уменьшили утечку до 20 литров в день. В общей сложности было разлито 20 000 000 галлонов (76 000 м3) нефти. Затем нефть перекачивали в большие алюминиевые ёмкости, специально изготовленные для этой спасательной операции. После чего цистерны из алюминия всплывали на поверхность. После завершения удаления нефти в трюм закачивали суспензию, богатую микробиологическими агентами, для ускорения разложения оставшейся нефти. Общая сметная стоимость операции составила более 100 миллионов евро.

## Последствия
В результате катастрофы поражёнными оказались тысячи километров Атлантического побережья Европы, над ликвидацией последствий аварии работали 300 000 добровольцев со всей Европы. Общий ущерб от катастрофы оценивается в € 4 млрд.
Хайме Доресте (исп. Jaime Doreste), адвокат испанской неправительственной организации «Экология в действии», заявил, что все последствия для здоровья и окружающей среды от нефтяного пятна не были обнародованы. В исследовании, опубликованном испанскими экологами в 2010 году, сообщается, что у испанских рыбаков, принимавших участие в очистке побережья, наблюдаются генетические нарушения и заболевания лёгких.

## Суд
Расследование катастрофы длилось 8 лет, ещё два года ушло на подготовку самого судебного процесса. Суд по делу о катастрофе судна начался в испанском городе Ла-Корунья 16 октября 2012 года. Истцами являются 1500 физических и юридических лиц. Процесс состоит из рассмотрения 55 отдельных дел. Сумма требуемой компенсации со стороны испанских рыбаков равна 2,2 млрд $. В качестве обвиняемых перед судом предстали: капитан судна Апостолос Мангорас (Apostolos Mangouras), старпом Иринео Малото (Irineo Maloto) и инженер Николас Аргиропулос (Nikolaos Argyropoulos), а также бывший начальник торгового порта Ла-Коруньи Хосе Луис Лопес-Сорс (Jose Luis Lopez-Sors), приказавший судну покинуть испанский порт. Прокуратура Испании требует для обвиняемого ныне 78-летнего бывшего капитана судна Апостолоса Мангораса наказания в виде 12 лет лишения свободы.
Нейтральные наблюдатели отмечают, что к суду не привлечены ни владельцы корабля, ни фирма-оператор, ни также никто из членов тогдашнего правительства Испании.
Допрос обвиняемых начался 13 ноября 2012. В процессе рассмотрения дела, который должен продлиться до мая 2013, опрошены 133 свидетеля и эксперта. 13 ноября 2013 суд признал невиновными экипаж нефтяного танкера и правительство страны, придя к выводу, что причиной затопления корабля стало его плохое технические состояние.